# أوزيبيو سيرنا
أوزيبيو سيرنا (بالإسبانية: Eusebio Serna)‏ هو مصارع رياضي إسباني، ولد في 13 يونيو 1961.

## روابط خارجية
- أوزيبيو سيرنا على موقع أوليمبيديا (الإنجليزية)